# Tone Česen
Tone Česen, slovenski rimskokatoliški duhovnik in pedagog, * 6. julij 1973, Ljubljana.

## Življenjepis
Dodiplomski študij je opravljal na Teološki fakulteti v Ljubljani in na Papeški univerzi Gregoriana, magisterij pa na Papeški salezijanski univerzi, kjer se je ukvarjal s področjem mladinske pastorale in dela za mladimi. 3 leta je bil kaplan v župniji Domžale. 
Od leta 2004 do 2013 je bil učitelj predmeta Vera in kultura na Škofijski klasični gimnaziji v Ljubljani. Od leta 2004 do 2008 je bil duhovni vodja Jegličevega dijaškega doma, v letih 2008−2013 je bil šolski kaplan na Škofijski klasični gimnaziji. 
Od jeseni 2013 do marca 2018 je bil direktor in duhovni asistent Skupnosti katoliške mladine (www.skam.si). Poleg tega je bil v istem obdobju še voditelj univerzitetne pastorale v Ljubljanski nadškofiji; tajnik Medškofijskega odbora za mladino in kaplan v Študentskem domu Janeza F. Gnidovca v Šentvidu. 
Z marcem 2018 je Tone Česen postal direktor Zavoda sv. Stanislava.  